# Apatolestes aitkeni
Apatolestes aitkeni är en tvåvingeart som beskrevs av Philip 1941. Apatolestes aitkeni ingår i släktet Apatolestes och familjen bromsar. Inga underarter finns listade i Catalogue of Life.